# Hans Joachim Fiedler
Hans Joachim Fiedler (* 30. Dezember 1927 in Düsseldorf; † 12. Februar 2022 in Dresden) war ein deutscher Bodenkundler. 

## Leben
Fiedler studierte ab 1945 Chemie, Physik und Mineralogie an der Universität Jena und war nach Ende des Studiums 1949 als Hilfsassistent sowie von 1951 bis 1957 als Assistent am Landwirtschaftlich-chemischen Institut der Universität Jena tätig. Er promovierte 1951 in Jena zum Thema Die Ionenwirkung bei Fermenten unter besonderer Berücksichtigung der Speichel-Amylase und habilitierte sechs Jahre später mit der Arbeit Der heutige Stand unserer Kenntnisse über die Beeinflussung physikalischer Bodeneigenschaften durch natürliche und synthetische chemische Verbindungen. Er arbeitete anschließend als Dozent für Pflanzenernährung an der Universität Rostock und wurde 1959 Professor mit Lehrauftrag sowie im Folgejahr Professor mit Lehrstuhl für Bodenkunde und Standortslehre der TH Dresden. Zudem wurde er Leiter des Wissenschaftsbereichs Bodenkunde und Standortslehre, ab 1992 Institut für Bodenkunde der Fakultät Forst-, Geo- und Hydrowissenschaften der TU Dresden. Im Jahr 1995 war er Lehrbeauftragter für Bodenkunde an der Universität Halle-Wittenberg.
Am 11. Oktober 1991 trat Fiedler als ordentliches Mitglied der Sächsischen Akademie der Wissenschaften zu Leipzig bei. Fiedler war Ehrenmitglied der Deutschen UNESCO-Kommission.

## Publikationen (Auswahl)
- 1964: Lehrbuch der Bodenkunde
- 1970: Geologische Grundlagen der Bodenkunde und Standortslehre
- 1973: Forstliche Pflanzenernährung und Düngung
- 1973: Methoden der Bodenanalyse (2 Bände)
- 1977: Leitfaden der forstlichen Standortslehre
- 1984: Vom Gestein zum Boden
- 1985: Bodensystematik
- 1986: Erdgeschichte Mitteleuropas
- 1988: Geologisch-pedologischer Exkursionsführer Osterzgebirge (2 Bände)
- 1988: Der forstliche Gefässversuch. Teil 3. Bestimmung der Makro- und Mikronährstoffe in Pflanzenmaterial
- 1989: Die Waldböden des Naturschutzgebietes „Weisseritztalhänge“: Bodennutzung und Bodenschutz (2 Bände)
- 1994: Die Entwicklung der standortskundlichen Forschung in Tharandt seit der Gründung der Königlich-Sächsischen Forstakademie im Jahre 1816
- 2001: Böden und Bodenfunktionen in Ökosystemen, Landschaften und Ballungsgebieten
- 2005: Boden und Landschaft

## Ehrungen
- 1988: Ehrendoktor der Universität München
- 1989: Ehrendoktor der Universität Trier
- 1995: Ehrendoktor der Universität Uppsala